# Hombre tenías que ser
Hombre tenías que ser (trad.: Homem Tinha que Ser) é uma telenovela mexicana produzida por Elisa Salinas e Pedro Lira e exibida pela Azteca 13 entre 23 de setembro de 2013 e 14 de fevereiro de 2014.
É um remake da série colombiana Hombres, produzida pela RCTV em 1997.
A trama foi protagonizada por Ivonne Montero e Víctor González e antagonizada por Fernando Alonso, Sylvia Sáenz e Javier Díaz Dueñas.
Foi a última produção da emissora no horário estrelar e foi sucedida por Avenida Brasil.

## Elenco
- Ivonne Montero - Raquel Lomelí
- Víctor González - Román Ortega
- Jorge Alberti - Franco Santoyo
- Sylvia Sáenz - Antonieta "Tony" Lujan
- Fernando Alonso - Tomas Ramirez
- Javier Díaz Dueñas - Emiliano Lomeli "El Tiburon"
- Matías Novoa - Pablo Cantu
- Francisco de la O - Fausto Aguirre
- Cecilia Piñeiro
- Tania Arredondo
- Ana Belena - Aura Medina
- Thali Garcia - Gabriela "Gaby" Alvarez

## Outras versões
- Hombres - uma série de televisão colombiana produzida pela Amparo de Gómez e exibida pela RCN Televisión.
- Lo que es el amor - uma telenovela mexicana produzida e exibida pela Azteca.